# Rubén Stella
Rubén Stella (Buenos Aires, 8 de junio de 1951) es un actor y director teatral argentino. Algunos de sus papeles más reconocidos fueron en el film La furia (1997), la serie Hombres de Ley, como José de San Martín en El General y la fiebre y también como Enrique Santos Discépolo en Discepolín.
Stella es hincha del club Vélez Sarsfield. En la función pública se desempeñó como Secretario de Cultura de la República Argentina desde el 2 de enero de 2002 hasta el 25 de mayo de 2003, durante la presidencia de Eduardo Duhalde.

## Biografía
Actor, director y autor. Hizo teatro, cine y televisión. Trabajó junto a gente como Carolina Papaleo, Claribel Medina, Soledad Silveyra, Norma Aleandro, Luis Brandoni, Lito Cruz, Alicia Zanca, Pepe Soriano, Stella Maris Closas, Esteban Prol, Haydée Padilla, Emilio Disi, Norberto Díaz, Federico Luppi, Héctor Calori, Daniel Miglioranza, Aldo Pastur y muchos más.
Fue Secretario General de la Asociación Argentina de Actores y ocupó el cargo de Secretario de Cultura de la Nación en el año 2002.
Dirigió la obra Las d'enfrente en el teatro Carlos Carella en el 2016, con Héctor Calori, Graciela Pal y elenco, dirigió el Centro de Estudios Dramáticos (CED) de la Universidad Nacional de Lanús (UNLa), dictó un taller teatral en la Universidad Nacional Arturo Jauretche en Florencio Varela y se encargó de coordinar el área de cultura del Banco de la Provincia de Buenos Aires.
Recibió la nominación del Premio Estrella de Mar en el rubro "Actuación protagónica masculina de comedia" por su labor en Soñar en Boedo; y la nominación al premio ACE por su trabajo en El organito, en el Teatro de la Ribera

## Participaciones

### Televisión
- 2019: Campanas en la noche (Telefe) como Comisario Saldaña
- 2017: Un gallo para Esculapio (Telefe y TNT) como Comisario Bermúdez (Episodio 5 y 8)
- 2016: Los ricos no piden permiso (Canal 13) como Comisario Gutiérrez
- 2015: Entre caníbales (Telefe) como Ulises Papandreu
- 2011: Herederos de una venganza (Canal 13) como Gobernador Berassi
- 2007: Cara a cara (Canal 7)
- 2004: Un cortado (Canal 7)
- 2003: Costumbres argentinas (Telefe)
- 2003: Fueye pinchado (Canal 7)
- 2001: Un cortado (Canal 7)
- 2001: El Hacker 2001 (Telefe)
- 2000: Luna salvaje (Telefe) como Carlos Aguilar
- 2000: Los buscas de siempre (Azul TV)
- 2000: Verano del '98 (Telefe) como Eduardo López Echague
- 1999: El hombre (Canal 13)
- 1999: Salvajes (Azul TV)
- 1998: La condena de Gabriel Doyle (Canal 9)
- 1998: Desesperadas por el aire (Canal 13)
- 1998: Rompeportones (Canal 13)
- 1998: Alas, poder y pasión (Canal 13)
- 1997: Laberinto sin ley (Canal 13)
- 1996: Como pan caliente (Canal 13)
- 1996: El último verano (Canal 13)
- 1995: No todo es noticia (Canal 13)
- 1995: Nueve lunas (Canal 13)
- 1994: Para toda la vida (Telefe)
- 1994: Quereme (Telefe)
- 1993: Zona de riesgo (Canal 13)
- 1992: Fiesta y bronca de ser joven (Canal 9)
- 1987: Hombres de Ley (ATC) Martín Fierro, Mejor actor de reparto
- 1985: Por siempre tuyo (Canal 11)
- 1984: Las 24 horas (Canal 13)
- 1984: Yolanda Luján (Canal 11)
- 1983: Compromiso (Canal 13)
- 1983: Días contados (ATC)
- 1982: Viva América (ATC)
- 1980: Bianca (ATC)
- 1980: Romina (ATC)

### Teatro
- Las D'Enfrente (Director)
- La nueva ilusión (Actor)
- Hombres de casaca negra (Director)
- El organito (Actor) Nominación ACE, mejor actor
- Yo adivino el parpadeo (Actor)
- Uno nunca sabe (Director)
- Cartas de amor a la patria (Autor, Director)
- Con alma de valija (Director)
- Soñar en Boedo (Actor) Nominación Estrella de Mar, Mejor Actor
- Radio teatro para ver: El conventillo de la Paloma (Idea, Adaptación)
- El gato y su selva (Actor)
- La obra desaparecida (Actor)
- El amo del mundo (Actor)
- Bailarín compadrito (Actor)
- La leyenda del Rey Arturo (Actor-Voz)
- Made in Lanús (Director)
- Convivencia (Director)
- ¡Jettatore! (Director)
- El conventillo de la Paloma (Director)
- Otelo, una tragedia (Actor)
- Guayaquil... El encuentro (Actor)
- Numancia (Actor)
- Los desventurados (Actor) Premio Trinidad Guevara al mejor actor y Florencio Sánchez
- Sinvergüenzas (Actor)
- El fin y los medios (Actor)
- Como en un tango (Actor)
- La caída de la casa Usher (Actor) Premio ACE, mejor actor
- Un guapo del 900 (Intérprete) Nominación ACE, mejor actor
- Las visiones de Simone Machard (Intérprete)
- El barrio del Ángel Gris (Intérprete)
- Orestes, el Súper (Intérprete)
- Discepolín (Intérprete)
- Seis macetas y un solo balcón (Intérprete)
- Según pasan las botas (Intérprete) Teatro Abierto 83
- La Piaf (Intérprete)1983 - Virginia Lago
- Chorro de caño (Intérprete)Teatro Abierto 82
- La señorita de Tacna (intérprete) 1981/82 - Norma Aleandro
- Convivencia (Intérprete) 1979/80/81 Federico Luppi-Luis Brandoni - Nominado
- Estrella de mar, Mejor actor de Reparto
- Lorenzaccio (Intérprete)1978 - Alfredo Alcón-Rodolfo Bebán

### Cine
- 2013: Rouge amargo
- 2010: El día que cambió la historia
- 2009: Cuentos de la selva ...Yaguareté (voz)
- 2005: Cargo de conciencia ...Vernizzi
- 2005: El regreso de Peter Cascada
- 2003: La loma... no todo es lo que aparenta ...Gonzalo Trupman
- 2001: Ciudad del Sol ...Gabriel
- 2000: Casanegra
- 2000: Buenos Aires plateada
- 1999: Padre Mugica ...Voz en off
- 1997: La furia ...El Griego
- 1997: Noche de ronda
- 1995: Comix, cuentos de amor, de video y de muerte (Episodio "Fundido a negro")
- 1993: Las boludas
- 1992: Siempre es difícil volver a casa
- 1992: El general y la fiebre
- 1989: DNI (La otra historia)
- 1987: Con la misma bronca  (Abandonada)
- 1987: Revancha de un amigo ...Contreras
- 1987: Obsesión de venganza ...Oficial Gómez
- 1986: Correccional de mujeres ...Lucas Perego
- 1985: La cruz invertida ...Juan
- 1983: El desquite ...Policía